# Jardín Botánico de Queens

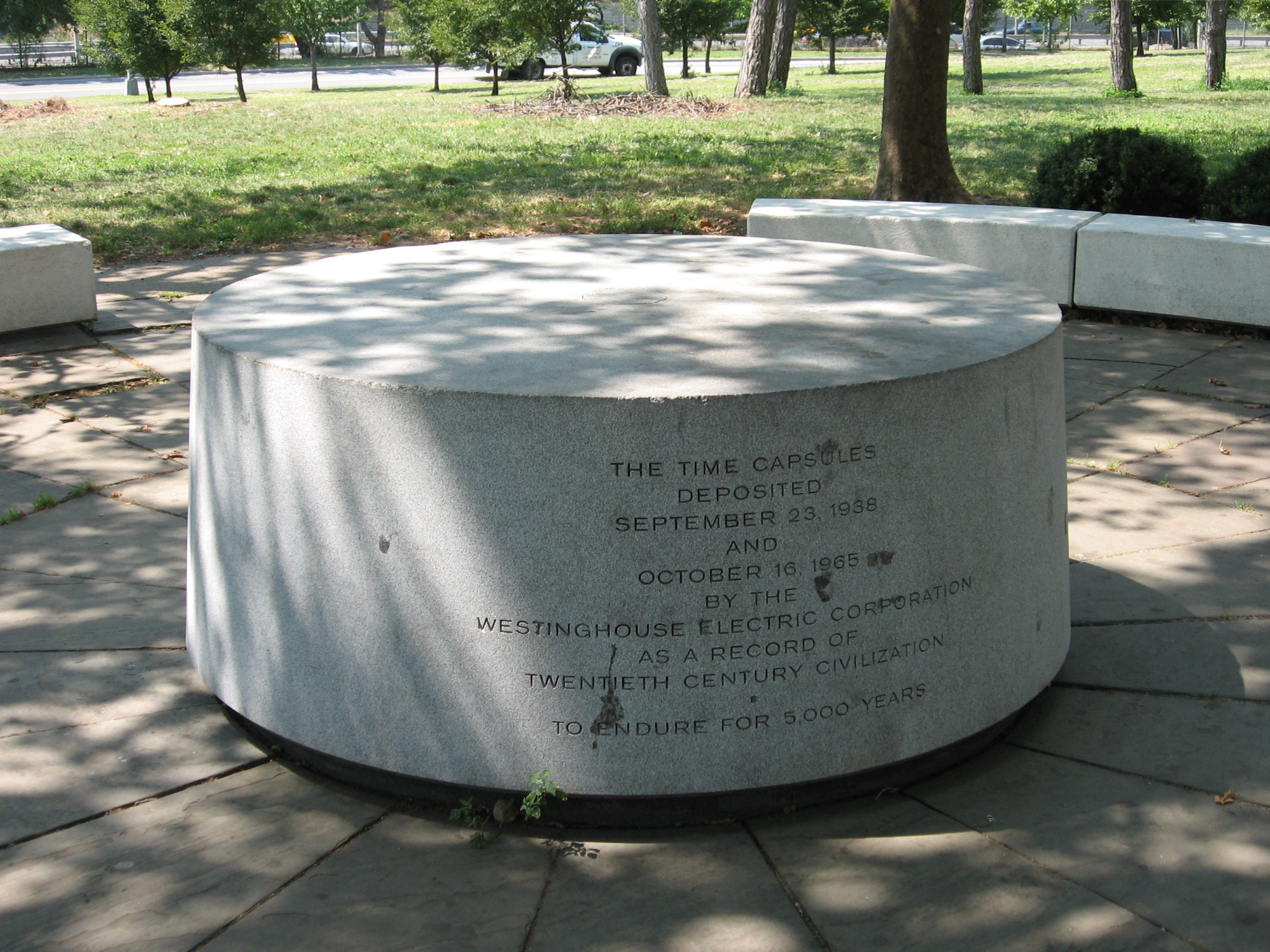
Cápsula del tiempo de Westinghouse de la Exposición Universal de 1939.

El Jardín Botánico de Queens (en inglés: Queens Botanical Garden es un jardín botánico de 39 acres (158,000 m²) en Queens, Nueva York, Estados Unidos.

## Localización
Queens Botanical Garden, 43-50 Main Street, Flushing, Queens, Queens County, Nueva York 11355 United States of America-Estados Unidos de América.40°45′1.44″N 73°49′43.68″O / 40.7504000, -73.8288000
Se paga una tarifa de entrada.

## Historia
El Queens Botanical Garden comenzó su andadura como parte de la Exposición Universal de 1939 en Nueva York ubicada en Queens.  Después de la exposición universal el jardín botánico fue ampliado tomando un buen trozo de terreno del Flushing Meadows Park.  
Cuando comenzaron los trabajos de construcción de la Exposición Universal de 1964, el jardín fue trasladado desde el "Flushing Meadows Park", a un sitio al otro lado de la calle desde el parque de Flushing Meadows.
En el año 2005, estaba entre 406 instituciones artísticas y del servicio social de Nueva York, para recibir la parte de una concesión de $20 millones del Carnegie Corporation, que fue hecho posible gracias a una donación del alcalde de la ciudad de Nueva York  Michael Bloomberg.   
El 27 de septiembre del 2007, el alcalde Bloomberg y otros dignatarios acudieron al corte de la cinta del nuevo centro de visitantes de QBG. El centro, diseñado por los arquitectos de BKSK era el primer edificio en la ciudad de Nueva York en alcanzar el galardón "Platinum" del LEED, lo que le convertía en el edificio más verde de los existentes en Nueva York. 

## Colecciones
El "Queens Botanical Garden" ahora consiste en 39 acres de plantas herbáceas, arbustos y árboles que se exhiben en varios jardines y espacios asociados a las colecciones de QBG. 
Con áreas públicas y privadas (estos lugares entre bastidores mantenidos por el personal y voluntarios pueden ser visitados con frecuencia por los visitantes del jardín). 
Los jardines temáticos y las plantaciones históricas nos recuerdan los orígenes del QBG de la Exposición Universal actualmente con  las especies nativas de exhibición en desarrollo de los nuevos jardines y a las prácticas sostenibles del paisaje, sus colecciones representan el aporte de los expertos hortícolas al conocimiento, el arte, a la educación ambiental y al servicio público que han sido sellos de QBG durante más de 60 años.  